# Sidelhorn
Sidelhorn (alternativt: Sidelhoren) är ett berg på gränsen mellan kantonerna Bern och Valais i Schweiz. Det är beläget i Bernalperna, cirka 80 kilometer sydost om huvudstaden Bern. Berget ligger söder om Grimselsee. Toppen på Sidelhorn är 2 764 meter över havet.